# VinFast VF 9
VinFast VF 9 — це електричний повнорозмірний позашляховик-кросовер, який виробляє та продає VinFast з Vingroup з 2021 року. 

## Огляд
Повнорозмірна модель VF 9 дебютувала разом із меншими моделями VF 6 і VF 8 як найбільша в лінійці електричних кросоверів, представлених у січні 2021 року, і стала першими автомобілями такого типу від в’єтнамського виробника. 
VF 9 характеризується масивним силуетом довжиною понад 5,1 метра, який набув авангардного стилізованого силуету з двомодульною лінією вікон, а також вузькими смугами фар і задніх ліхтарів, що складаються з світлодіодного освітлення Matrix.  Автомобіль, що характеризується повним приводом , розрахований на розміщення максимум 7 осіб на трьох рядах сидінь.
Салон салону зберігся в мінімалістичному дизайні, отримавши масивний 15,4-дюймовий сенсорний екран, на якому відображаються не тільки індикація мультимедійної системи, але також бортовий комп’ютер і інформація спідометра завдяки інтеграції з панеллю приладів. 
Як і менший VF 8, VF 9 надійде в продаж у В’єтнамі у вересні 2021 року, а перші одиниці будуть доставлені в лютому 2022 року.  Автомобіль також стане частиною глобальної експансії VinFast, у середині 2022 року він з’явиться надійдуть у продаж, серед іншого, в Австралії , Європі та Північній Америці . 
VF 9 пропонується як варіант із подвійним двигуном, що складається з батареї ємністю 106 кВт/год, що розвиває 402 к.с.. Автомобіль зможе проїхати приблизно 482 кілометри (300 миль) на одному заряді. 